# Приборжавська сільська рада
| Приборжавська сільська рада — колишній орган місцевого самоврядування у Іршавському районі Закарпатської області з адміністративним центром у с. Приборжавське. Розташована в передгірській зоні Боржавських полонин на правому березі р. Боржава. Сільській раді підпорядковані населені пункти: - с. Приборжавське Рада складається з 26 депутатів та старости. |

## Керівний склад сільської ради
| ПІБ                      | Основні відомості                                                                             | Дата обрання | Дата звільнення |
| ------------------------ | --------------------------------------------------------------------------------------------- | ------------ | --------------- |
| Шпортень Віктор Іванович | Сільський голова, 1968 року народження, освіта, член Всеукраїнського об'єднання 'Батьківщина' | 26.03.2006   | 31.10.2010      |
| Шпортень Віктор Іванович | Сільський голова, 1968 року народження, освіта середня спеціальна, член партії Єдиний Центр   | 31.10.2010   |                 |

Примітка: таблиця складена за даними джерела

## Архітектурні та історичні пам'ятки
- руїни Свято-Покровської церкви(1824 р.)
- іконостас православного храму Покрови Пресвятої Богородиці (1934 р.)
- Пам'ятний Хрест Примирення (2001 р.) — жертвам І та ІІ світових воєн
- пам'ятник письменнику М.Горькому, залізнична станція с. Приборжавське

## Природні багатства
Поклади природного вапняку камінь-андезит, залізна руда, боксити.

## Відомі вихідці
- Вальо В. В. — генерал-полковник Чехословацької народної Армії
- Сабадош М. М. — полковник чехословацької Народної Армії, прозаїк, директор військового музею м. Свидник
- Сабадош І. М. — заслужений працівник освіти України
- Андрішко І. І. — іконописець
- Панько М. М. — поет, пісняр, автор збірки «Боржавські співанки»
- Владика Мефодій (Петровцій Д. І.)
- Владика Марк (Петровцій М. І.)
- Ієромонах Гермоген (Скунзяк Ю. І. — 1933—1959 р.р.)

## Населення
Згідно з переписом УРСР 1989 року чисельність наявного населення сільської ради становила 4852 особи, з яких 2370 чоловіків та 2482 жінки.
За переписом населення України 2001 року в сільській раді мешкало 3585 осіб.

### Мова
Розподіл населення за рідною мовою за даними перепису 2001 року:
| Мова       | Відсоток |
| ---------- | -------- |
| українська | 98,91 %  |
| російська  | 0,92 %   |
| молдовська | 0,06 %   |
| угорська   | 0,06 %   |
| білоруська | 0,03 %   |
| румунська  | 0,03 %   |